# MyLifeBits
MyLifeBits è un progetto sviluppato da Microsoft Research, la divisione di ricerca di Microsoft, che consiste nel registrare e gestire tutti gli eventi della vita di una persona, attraverso dati e piattaforme multimediali.
Il progetto è idealmente ispirato alle ipotesi e agli studi di Vannevar Bush, in particolare il Memex. MyLifeBits è stato sviluppato a partire dal 2003 dagli ingegneri informatici Gordon Bell e Jim Gemmell, e all'inizio è stato lo stesso Bell a raccogliere i dati del suo "vissuto", sia dotandosi dalla Microsoft SenseCam (uno strumento con caratteristiche simili ad una fotocamera o videocamera, in grado di registrare ogni immagine o suono), sia raccogliendo ogni telefonata, fax o quant'altro; dopo una prima parte di stoccaggio dei dati, la seconda parte del progetto si è occupata dello sviluppo di un software in grado di gestirli al meglio.
Nel 2009 Belle e Gemmel hanno pubblicato il libro Total Recall: How the E-memory Revolution Will Change Everything (Penguin Group USA, 2009), che descrive i primi sei anni di vita del progetto.